# Помидофель

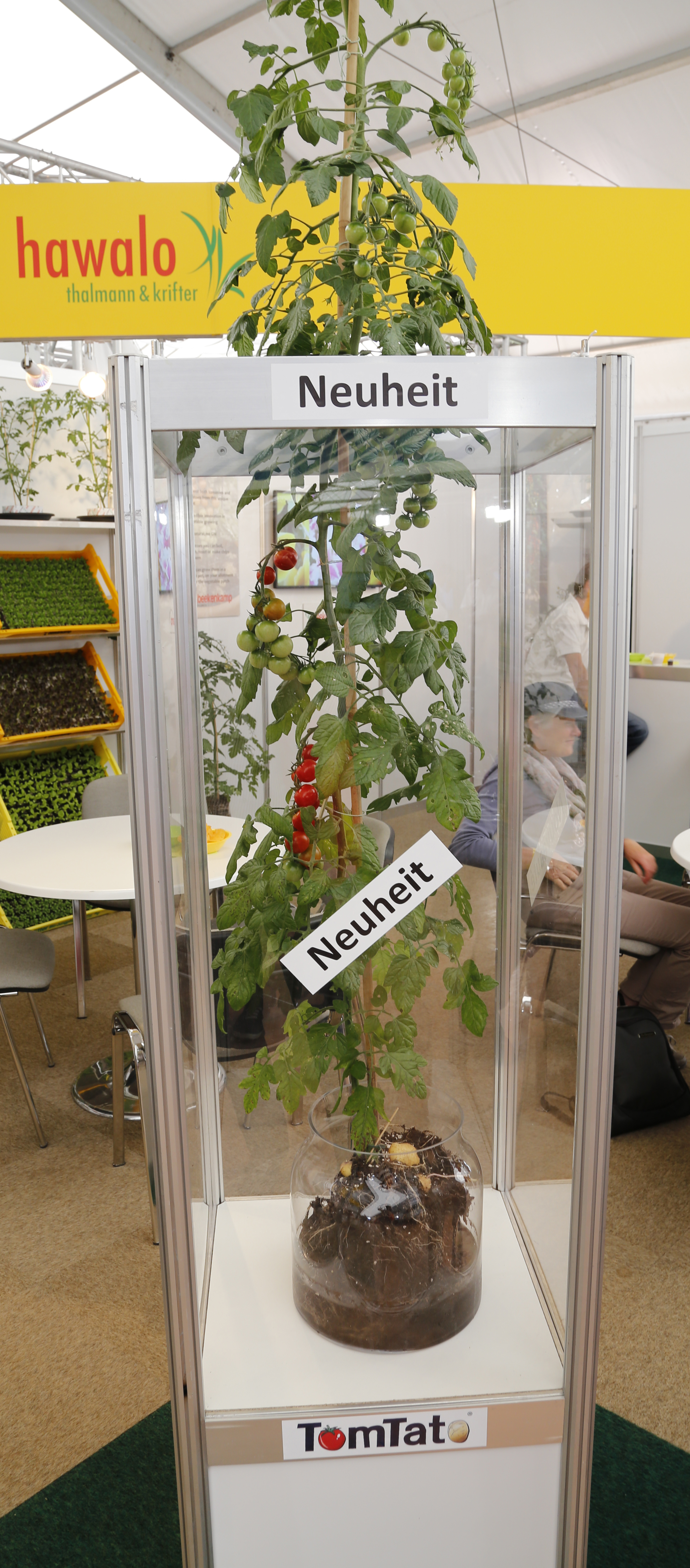
Саженец помидофеля, продающийся под брендом TomTato

Помидо́фель (англ. pomato, от potato — картофель + tomato — помидор) — растение, плодами которого являются помидоры, а клубнями — картофелины.

## Название
Название «помидофель» пока недостаточно устоялось. Кроме него, встречаются названия «помитофель», «помидорфель», «томофель», «помитошка», «томатошка», «картодор», «картофемидор», «картофелетомат», «картомат» и тому подобные.

## История
Американский селекционер Лютер Бёрбанк (1849−1926 гг.) вывел гибридный сорт картофеля с большими жёлтыми клубнями. Помимо клубней, растение имело крупные плоды, которые, по словам Бёрбанка, «имели превосходный вкус, который в некоторых отношениях превосходил по качеству вкус томата». Созревшие плоды были белого цвета, а также имели весьма приятный аромат, их мякоть напоминала по твёрдости томат. Так как плоды выросли на гибридном картофеле и были похожи на помидоры, то они получили название «Pomato» (potato + tomato). Бёрбанк отмечал, что «название оказалось не очень удачным, так как возникало впечатление, что плод является помесью помидора и картофеля, а на самом деле мне ни разу не удалось скрестить эти два растения». Гибрид не получил распространения в сельском хозяйстве, так как не мог удовлетворительно воспроизводить себя. Растения, выросшие из его семян, имели плоды странной формы и рудиментарные клубни.

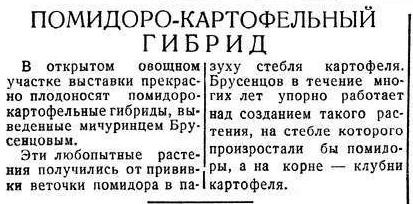
Заметка в газете «Сталинская трибуна», 1940 год

В 1936 году в журнале «Яровизация» вышла статья пенсионера Н.В. Брусенцова, который сообщил, что ему пришла мысль привить томат на картофель, которую он успешно реализовал. Привой томата сильно пошёл в рост и вырос больше метра. Полученный «вегетативный гибрид» он назвал «Карликовый Брусенцова». В 1937 году он продолжил свои эксперименты и на сорт томата «Карликовый Брусенцова» привил картофель «Серебрянка Брусенцова», после чего на картофельный привой Брусенцовым был привит третьим ярусом томат сорта «Гумберт». Позже «вегетативный гибрид» Брусенцова экспонировался на Всесоюзной сельскохозяйственной выставке в Москве и произвёл большое впечатление на академика Т. Д. Лысенко.
В 2013 году в Великобритании компанией Thompson & Morgan было выпущено на массовый рынок в виде саженцев растение с плодами помидора и клубнями картофеля под брендом «TomTato». Утверждается, что с каждого куста TomTato можно снять около 500 помидоров черри и до двух килограммов клубней белого картофеля. Растение не является истинным гибридом, а получается путём ручной прививки томата к картофелю. Разработка технологии массового производства саженцев помидофеля — достаточно непростая задача, в то время как создание одиночного химерного растения путём «вегетативной гибридизации» в демонстрационных целях относительно несложно. Так, в 2015 году российские школьники на Ямале, прочитав новость о TomTato, в школьной теплице самостоятельно получили растение, которое назвали «Помитошкой», а в 2016 году аналогичное растение с названием «Томатошка» самостоятельно вырастил и показал губернатору Подмосковья семиклассник из Реутова.
В настоящее время уже разработана методика создания трансгенного гибрида картофеля с помидором, заключающаяся в микрорепродукции — особой разновидности клонирования, при котором происходит слияние протопластов двух растений (клеток, освобождённых от своих оболочек). На массовый рынок такие соматические гибриды пока не вышли.

## В играх
Растение с названием помидофель (англ. ⁠Pomato) встречается в игре My Time at Sandrock. Игрок может выращивать его в своей мастерской или теплице. Растение даёт томаты и картофель.

## В литературе
- В романе «Жизнь и необычайные приключения солдата Ивана Чонкина» такое растение (под названием пукс — сокращённо от «путь к социализму») выводил местный деревенский селекционер Кузьма Гладышев.